# Lavoisiera confertiflora
Lavoisiera confertiflora är en tvåhjärtbladig växtart som beskrevs av Charles Victor Naudin. Lavoisiera confertiflora ingår i släktet Lavoisiera och familjen Melastomataceae. Inga underarter finns listade i Catalogue of Life.